# Attention (canção de Charlie Puth)
"Attention" (estilizada como "Attent!on" na capa do single) é uma canção do cantor estadunidense Charlie Puth, gravada para seu segundo álbum de estúdio Voicenotes. Foi composta pelo próprio intérprete em conjunto com Jacob Kasher, sendo produzida por Puth. O seu lançamento ocorreu a 21 de abril de 2017, através da Atlantic Records, servindo como primeiro single do disco.

## Faixas e formatos
| Download digital |             |         |  |
| N.º              | Título      | Duração |  |
| 1.               | "Attention" | 3:31    |  |

## Créditos
Todo o processo de elaboração de "Attention" atribui os seguintes créditos:
Gravação e publicação
- Gravada nos Atlantic Studios @ A Studio e Charlie's Studios (Los Angeles, Califórnia)
- Mixada nos Larrabee Studios (Hollywood, Califórnia)
- Masterizada nos The Mastering Palace (Nova Iorque)
- Publicada pelas seguintes empresas: Charlie Puth Music Publishing, Artist 101 Publishing Group (BMI) — administradas pela Warner Chappell —, Rap Kingpin Music e Prescription Songs (ASCAP)

Produção
| - Charlie Puth: composição, vocalista principal, produção, produção vocal, programação, gravação, mixagem e baixo - Jacob Kasher: composição - Manny Marroquin: mixagem - Jeff Jackson: assistência de mixagem | - Chris Galland: assistência de mixagem - Dave Kutch: masterização - Jan Ozveren: guitarra |

## Desempenho nas tabelas musicais
| Tabela musical (2017–18)                               | Melhor posição |
| ------------------------------------------------------ | -------------- |
| Alemanha (Media Control Charts)                        | 9              |
| Argentina (Monitor Latino)                             | 3              |
| Austrália (ARIA Charts)                                | 10             |
| Áustria (Ö3 Austria Top 40)                            | 11             |
| Bélgica (Ultratop 50 de Flandres)                      | 15             |
| Bélgica (Ultratop 40 da Valônia)                       | 2              |
| Canadá (Canadian Hot 100)                              | 6              |
| Colômbia (National Report)                             | 48             |
| Coreia do Sul (Gaon Music Chart)                       | 9              |
| Croácia (Croatian Airplay Radio Chart)                 | 6              |
| Dinamarca (Tracklisten)                                | 12             |
| Escócia (The Official Charts Company)                  | 12             |
| Eslováquia (IFPI Slovenská Republika)                  | 8              |
| Eslovênia (SloTop50)                                   | 18             |
| Espanha (Productores de Música de España)              | 14             |
| Estados Unidos (Billboard Hot 100)                     | 5              |
| Estados Unidos (Pop Songs)                             | 1              |
| Estados Unidos (Adult Pop Songs)                       | 1              |
| Estados Unidos (Adult Contemporary)                    | 6              |
| Estados Unidos (Rhythmic Songs)                        | 9              |
| Estados Unidos (Hot Dance Club Songs)                  | 38             |
| Equador (National Report)                              | 4              |
| Filipinas (Philippine Hot 100)                         | 9              |
| Finlândia (IFPI Finlândia)                             | 19             |
| França (Syndicat National de l'Édition Phonographique) | 3              |
| Grécia (Greece Digital Songs)                          | 5              |
| Hungria (Magyar Hanglemezkiadók Szövetsége)            | 5              |
| Irlanda (Irish Recorded Music Association)             | 11             |
| Israel (Media Forest)                                  | 1              |
| Itália (Federazione Industria Musicale Italiana)       | 10             |
| Letônia (Latvijas Top 40)                              | 1              |
| Líbano (The Official Lebanese Top 20)                  | 3              |
| Luxemburgo (Luxembourg Digital Songs)                  | 3              |
| México (Mexico Airplay)                                | 2              |
| Noruega (VG-lista)                                     | 13             |
| Nova Zelândia (NZ Top 40 Singles)                      | 6              |
| Países Baixos (MegaCharts)                             | 20             |
| Polónia (Związek Producentów Audio Video)              | 3              |
| Portugal (Associação Fonográfica Portuguesa)           | 3              |
| Reino Unido (UK Singles Chart)                         | 9              |
| Chéquia (IFPI Česká Republika)                         | 16             |
| Roménia (Media Forest)                                 | 4              |
| Rússia (Tophit)                                        | 1              |
| Sérvia (Pop Top Lista)                                 | 1              |
| Suécia (Sverigetopplistan)                             | 20             |
| Suíça (Schweizer Hitparade)                            | 6              |
| União Europeia (Euro Digital Songs)                    | 5              |
| Venezuela (Record Report)                              | 1              |

| Tabela musical (2017)                                  | Melhor posição |
| ------------------------------------------------------ | -------------- |
| Alemanha (Media Control Charts)                        | 22             |
| Austrália (ARIA Charts)                                | 24             |
| Áustria (Ö3 Austria Top 40)                            | 28             |
| Bélgica (Ultratop 50 de Flandres)                      | 43             |
| Bélgica (Ultratop 40 da Valônia)                       | 10             |
| Canadá (Canadian Hot 100)                              | 20             |
| Dinamarca (Tracklisten)                                | 33             |
| Espanha (Productores de Música de España)              | 38             |
| Estados Unidos (Billboard Hot 100)                     | 22             |
| Estados Unidos (Pop Songs)                             | 6              |
| Estados Unidos (Adult Pop Songs)                       | 9              |
| Estados Unidos (Adult Contemporary)                    | 28             |
| França (Syndicat National de l'Édition Phonographique) | 17             |
| Hungria (Magyar Hanglemezkiadók Szövetsége)            | 26             |
| Israel (Media Forest)                                  | 7              |
| Itália (Federazione Industria Musicale Italiana)       | 22             |
| Nova Zelândia (NZ Top 40 Singles)                      | 32             |
| Países Baixos (MegaCharts)                             | 40             |
| Polónia (ZPAV)                                         | 11             |
| Reino Unido (UK Singles Chart)                         | 26             |
| Suécia (Sverigetopplistan)                             | 36             |
| Suíça (Schweizer Hitparade)                            | 29             |

| País (Empresa)             | Certificação |
| -------------------------- | ------------ |
| Alemanha (BVMI)            | Platina      |
| Austrália (ARIA)           | 3× Platina   |
| Áustria (IFPI Áustria)     | Ouro         |
| Bélgica (BEA)              | Platina      |
| Canadá (Music Canada)      | 4× Platina   |
| Dinamarca (IFPI Dinamarca) | Platina      |
| Espanha (PROMUSICAE)       | 2× Platina   |
| Estados Unidos (RIAA)      | 3× Platina   |
| França (SNEP)              | Diamante     |
| Itália (FIMI)              | 3× Platina   |
| Nova Zelândia (RMNZ)       | Platina      |
| Portugal (AFP)             | Platina      |
| Reino Unido (BPI)          | Platina      |
| Suíça (IFPI Suíça)         | Platina      |